# Michaela Marzola
Michaela Marzola (* 21. Februar 1966 in Wolkenstein) ist eine ehemalige italienische Skirennläuferin aus Südtirol. Sie gewann einen Super-G im Weltcup, erreichte zwei Top-10-Platzierungen bei den Olympischen Winterspielen 1988 und wurde achtmal italienische Meisterin.

## Biografie
Marzola gehörte ab Mitte der 1980er Jahre zu den besten Italienerinnen im Super-G und in der Abfahrt. Von 1985 bis 1991 gewann sie insgesamt acht italienische Meistertitel. Der Höhepunkt ihrer Karriere im Weltcup war der Sieg im Super-G von Megève am 25. Januar 1986 vor der Österreicherin Elisabeth Kirchler. Des Weiteren verbuchte sie einen fünften Platz in der Abfahrt von Puy-Saint-Vincent am 16. Januar 1986 sowie einen fünften Platz im Super-G von Pfronten am 17. Januar 1987 und kam weitere fünfmal unter die besten zehn. In der Saison 1985/86 wurde sie Dritte der Super-G-Wertung.
Bei den Olympischen Winterspielen 1988 in Calgary erzielte sie im Super-G den siebenten Platz und in der Kombination den zehnten Platz. Von 1985 bis 1991 nahm sie an vier Weltmeisterschaften teil, bestes Ergebnis dabei war der 16. Platz in der Kombination 1991.

## Erfolge

### Olympische Winterspiele
- Calgary 1988: 7. Super-G, 10. Kombination, 19. Abfahrt

### Weltmeisterschaften
- Bormio 1985: 18. Abfahrt, 22. Riesenslalom
- Crans-Montana 1987: 24. Kombination, 28. Abfahrt, 30. Super-G
- Vail/Beaver Creek 1989: 28. Super-G
- Saalbach-Hinterglemm 1991: 16. Kombination, 19. Super-G, 23. Abfahrt,

### Weltcup
- Saison 1985/86: 3. Super-G-Wertung
- 1 Sieg:

| Datum           | Ort    | Land       | Disziplin |
| --------------- | ------ | ---------- | --------- |
| 25. Januar 1986 | Megève | Frankreich | Super-G   |

### Junioren-Weltmeisterschaften
- Sestriere 1983: 15. Abfahrt, 18. Riesenslalom
- Sugarloaf 1984: 6. Kombination

### Italienische Meisterschaften
Michaela Marzola gewann acht italienische Meistertitel:
- Super-G (4): 1986, 1987, 1988, 1990
- Abfahrt (3): 1988, 1990, 1991
- Kombination (1): 1985